# Anders Fjordbach

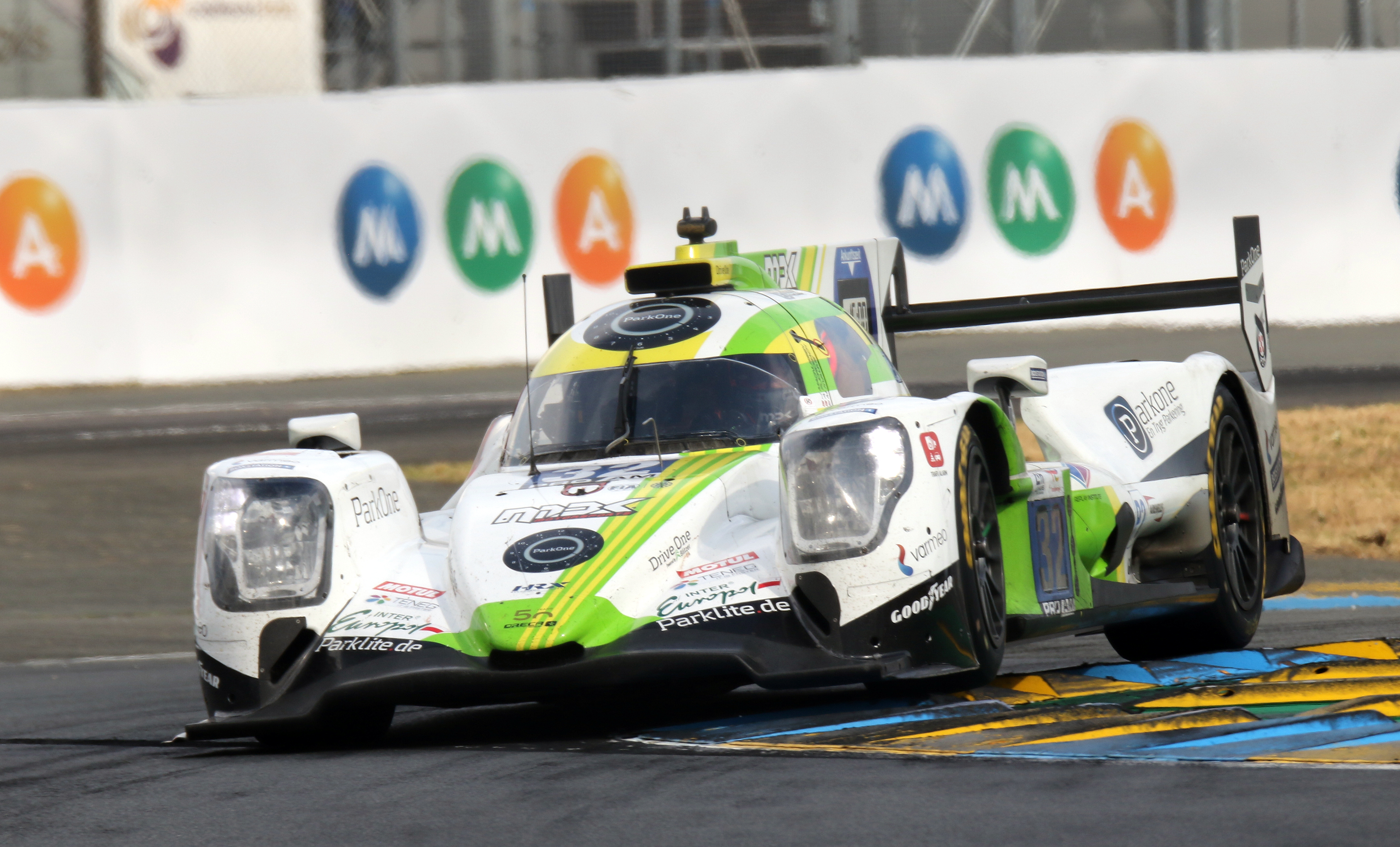
Der von Anders Fjordbach beim 24-Stunden-Rennen von Le Mans 2023 gefahrene Oreca 07

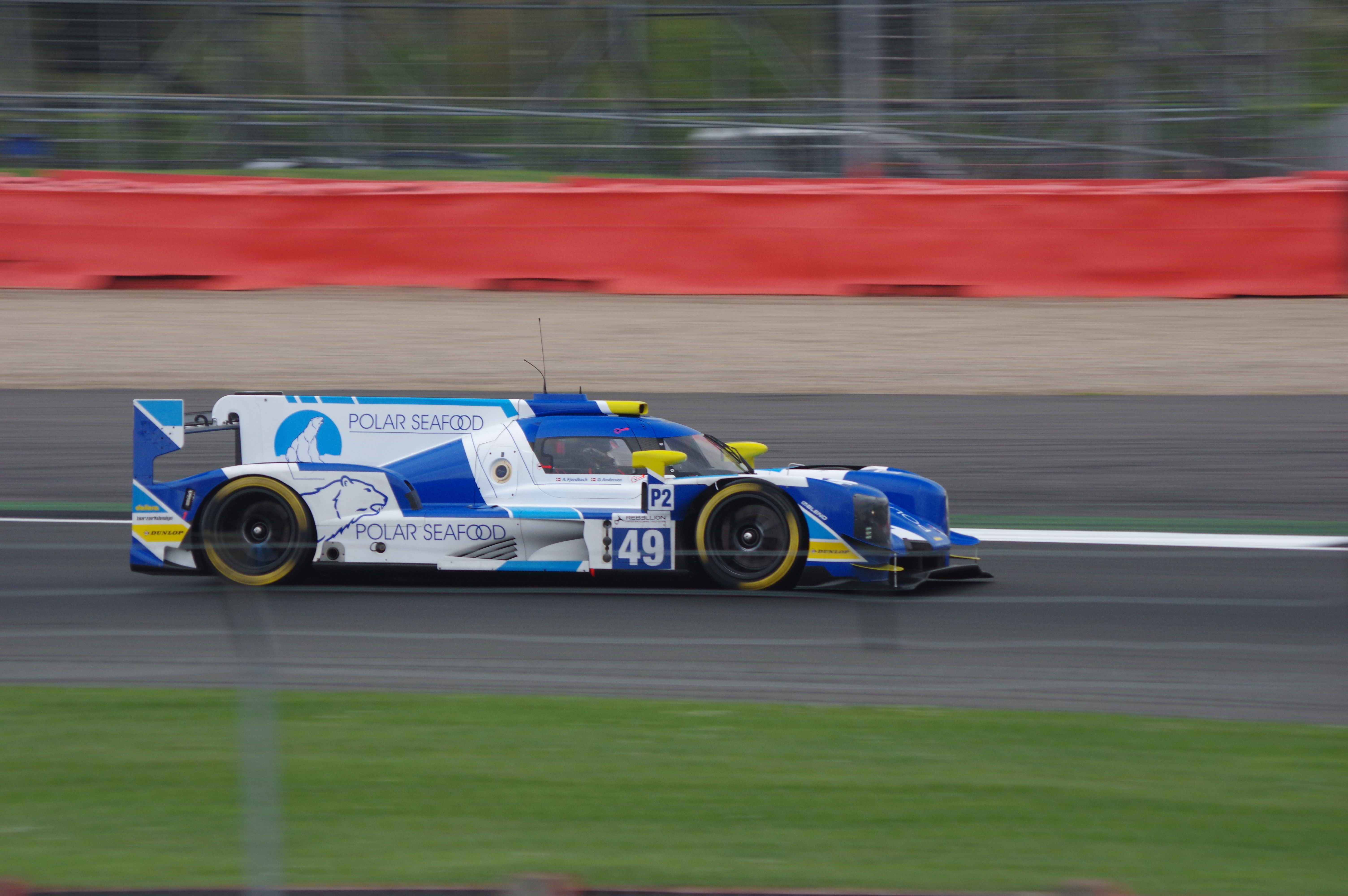
Der Dallara P217 von Dennis Andersen und Anders Fjordbach beim 4-Stunden-Rennen von Silverstone 2017

Anders Fjordbach (* 4. November 1990 in Aalborg) ist ein dänischer Autorennfahrer.

## Karriere als Rennfahrer
Anders Fjordbach begann seine Karriere Mitte der 2000er-Jahre mit Einsätzen in dänischen Markenpokalen. Er startete im nationalen ADAC Volkswagen Polo Cup, den er 2008 als Meisterschaftsfünfter beendete. Nach einem sechsten Rang im dänischen Renault-Clio-Cup 2009 war in den folgenden Jahren in der Auto-G Danish Thundersport Championship aktiv.
Ab 2015 trat er regelmäßig in der 24H Series an, wo er einige Erfolge erreichte. Er gewann Rennklassen beim 24-Stunden-Rennen von Dubai 2015 und dem 24-Stunden-Rennen auf dem Nürburgring 2016. Durch den Wechsel in European Le Mans Series kam er seinem Wunsch beim 24-Stunden-Rennen von Le Mans an den Start gehen zu können näher. 2019 erhielt der dann als Fahrer von ’’High Class Racing’’ die Einladung nach Le Mans. Gemeinsam mit Dennis Andersen und Mathias Beche erreichte er im Oreca 07 den 16. Rang in der Gesamtwertung. im Jahr darauf fiel der Oreca nach einem Getriebeschaden vorzeitig aus.

## Statistik

### Le-Mans-Ergebnisse
| Jahr | Team                      | Fahrzeug | Teamkollege     | Teamkollege     | Platzierung | Ausfallgrund    |
| ---- | ------------------------- | -------- | --------------- | --------------- | ----------- | --------------- |
| 2019 | High Class Racing         | Oreca 07 | Dennis Andersen | Mathias Beche   | Rang 16     |                 |
| 2020 | High Class Racing         | Oreca 07 | Mark Patterson  | Kenta Yamashita | Ausfall     | Getriebeschaden |
| 2021 | High Class Racing         | Oreca 07 | Jan Magnussen   | Kevin Magnussen | Rang 29     |                 |
| 2023 | Inter Europol Competition | Oreca 07 | Jan Magnussen   | Mark Kvamme     | Ausfall     | Aufhängung      |

### Sebring-Ergebnisse
| Jahr | Team                      | Fahrzeug                | Teamkollege     | Teamkollege   | Platzierung | Ausfallgrund |
| ---- | ------------------------- | ----------------------- | --------------- | ------------- | ----------- | ------------ |
| 2019 | PR1 Mathiasen Motorsports | Oreca 07                | Matt McMurry    | Gabriel Aubry | Rang 31     |              |
| 2022 | High Class Racing         | Oreca 07                | Dennis Andersen | Fabio Scherer | Rang 12     |              |
| 2023 | High Class Racing         | Oreca 07                | Dennis Andersen | Ed Jones      | Rang 8      |              |
| 2024 | MDK Motorsports           | Porsche 911 GT3 R (992) | Klaus Bachler   | Kerong Li     | Rang 40     |              |

### Einzelergebnisse in der FIA-Langstrecken-Weltmeisterschaft
| Saison  | Team                      | Rennwagen | 1   | 2   | 3   | 4   | 5   | 6   | 7   | 8   |
| ------- | ------------------------- | --------- | --- | --- | --- | --- | --- | --- | --- | --- |
| 2018/19 | High Class Racing         | Oreca 07  | SPA | LEM | SIL | FUJ | SHA | SEB | SPA | LEM |
| 2018/19 | High Class Racing         | Oreca 07  |     |     |     |     | 16  |     |     |     |
| 2019/20 | High Class Racing         | Oreca 07  | SIL | FUJ | SHA | BAH | AUS | SPA | LEM | BAH |
| 2019/20 | High Class Racing         | Oreca 07  | 12  | 7   | 11  | 11  | 10  | 24  | DNF |     |
| 2021    | High Class Racing         | Oreca 07  | SPA | POR | MON | LEM | BAH | BAH |     |     |
| 2021    | High Class Racing         | Oreca 07  | 12  | 12  | 12  | 29  | 11  | 11  |     |     |
| 2023    | Inter Europol Competition | Oreca 07  | SEB | POR | SPA | LEM | MON | FUJ | BAH |     |
| 2023    | Inter Europol Competition | Oreca 07  | DNF |     |     |     |     |     |     |     |